# Alessio Lorandi
Alessio Lorandi, né le 8 septembre 1998 à Salò, en Italie, est un pilote automobile italien.

## Biographie

### Débuts en monoplace en Formule 3 (2015-2016)

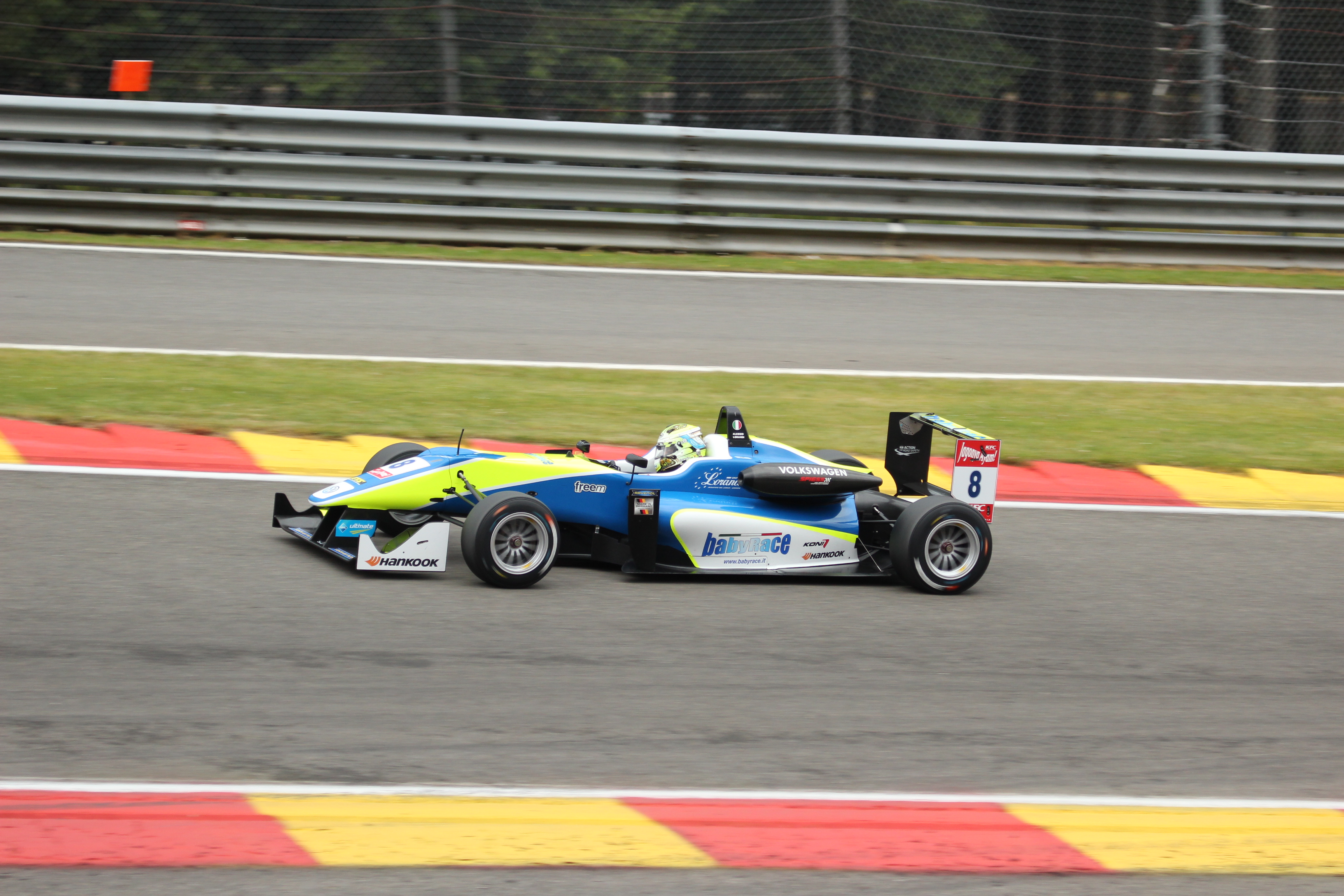
Alessio Lorandi à Spa-Francorchamps en 2015.

Après avoir couru en karting entre 2007 et 2014, Alessio Lorandi passe à la monoplace en 2015. L'italien fait ses débuts dans le championnat d'Europe de Formule 3, avec l'écurie néerlandaise Van Amersfoort Racing. Il inscrit ses premiers points à Pau, en finissant 6e de la course d'ouverture. Ce résultat sera son meilleur classement de la saison, il termine 20e du championnat avec 26 points, loin derrière ses deux équipiers Charles Leclerc et un point derrière Arjun Maini.
En 2016, il continue en Formule 3 et rejoint Carlin Motorsport. Alessio Lorandi brille de nouveau à Pau, en obtenant sa première pole position et sa première victoire. Il monte une deuxième fois sur le podium, à Zandvoort. Il se classe 14e du championnat, en ayant disputé vingt-et-une des trente courses du championnat.

### Le GP3 Series et demi-saison en Formule 2 (2016-2018)
Il est en effet recruté en septembre 2016 par Jenzer Motorsport, pour disputer les deux dernières manches de la saison de GP3 Series. Il ne fait pas mieux qu'une 9e place à Sepang.
Ce court intérim suffit à convaincre Jenzer Motorsport de titulariser Alessio Lorandi pour la saison 2017 de GP3 Series. Il commence son année par un double podium à Barcelone, et monte une troisième fois sur le podium à Silverstone. Il obtient sa première et unique victoire de la saison à Jerez et termine 7e du championnat avec 92 point, une unité seulement derrière Dorian Boccolacci.
En 2018, il passe chez Trident Racing, avec le titre comme objectif. Malgré une opération à la clavicule à la suite d'une fracture contractée après un accident en karting, Alessio Lorandi obtient son premier et unique podium de l'année sur le Red Bull Ring. La même année, à la suite de la rupture de contrat entre Trident et Santino Ferrucci, Lorandi est choisi pour remplacer le pilote américain en Formule 2 à partir de la Hongrie. Il parvient à inscrire six points à Sotchi et se classe 20e du championnat.
En 2019, après une année passée éloigné de la monoplace, il fait une apparition au Grand Prix de Macao avec Trident et termine 5e de la course.

## Carrière

### Résultats en monoplace
| Saison | Championnat                       | Écurie                | Courses | Victoires | Pole positions | Meilleurs tours | Podiums | Points | Classement |
| ------ | --------------------------------- | --------------------- | ------- | --------- | -------------- | --------------- | ------- | ------ | ---------- |
| 2015   | Championnat d'Europe de Formule 3 | Van Amersfoort Racing | 33      | 0         | 0              | 0               | 0       | 26     | 20e        |
| 2016   | Championnat d'Europe de Formule 3 | Carlin Motorsport     | 21      | 1         | 1              | 1               | 2       | 96     | 14e        |
| 2016   | GP3 Series                        | Jenzer Motorsport     | 4       | 0         | 0              | 0               | 0       | 0      | 23e        |
| 2017   | GP3 Series                        | Jenzer Motorsport     | 15      | 1         | 0              | 0               | 4       | 92     | 7e         |
| 2018   | GP3 Series                        | Trident Racing        | 8       | 0         | 0              | 0               | 1       | 42     | 11e        |
| 2018   | Formule 2                         | Trident Racing        | 10      | 0         | 0              | 0               | 0       | 6      | 20e        |
| 2019   | Coupe du monde de Formule 3       | Trident Motorsport    | 2       | 0         | 0              | 0               | 0       | N/A    | 5e         |